# Ambur
Ambur (Tamil: ஆம்பூர் Āmpūr [ˈaːmbuːr]) ist eine Stadt im südindischen Bundesstaat Tamil Nadu mit rund 115.000 Einwohnern.

## Lage
Ambur liegt ca. 52 km südwestlich von Vellore im Distrikt Tirupattur im nördlichen Binnenland Tamil Nadus am Ufer des periodisch wasserführenden Palar-Flusses unweit der Grenze zum Nachbarbundesstaat Andhra Pradesh. Die nächstgelegenen internationalen Flughäfen befinden sich in Bangalore und Chennai. Wegen der relativen Höhenlage ist das Klima für indische Verhältnisse gemäßigt; die Tagestemperaturen schwanken zwischen 25 und 35 °C und die meisten Niederschläge fallen in den Monaten Oktober bis Dezember.

## Geschichte
Im 15. und 16. Jahrhundert stand Ambur unter der Herrschaft des Vijayanagar-Reiches; im Jahr 1687 folgten die Nawabs der Karnatik, die später von den Briten abgelöst wurden. Während des Ersten Mysore-Krieges belagerten die Truppen Hyder Alis im Jahr 1767 die Stadt; der Angriff konnte jedoch abgewehrt werden.

## Bevölkerung
Nach der Volkszählung 2011 hat Ambur 114.608 Einwohner. Ambur ist einer der wenigen Orte in Tamil Nadu mit muslimischer Bevölkerungsmehrheit. Nach der Volkszählung 2011 sind 50 Prozent der Einwohner der Stadt Muslime, 46 Prozent Hindus und 4 Prozent Christen. Die meistgesprochene Sprache ist Urdu, das von den meisten muslimischen Einwohnern der Stadt (48 Prozent der Gesamtbevölkerung) als Muttersprache gesprochen wird. Die Hauptsprache Tamil Nadus, das Tamil, ist die Muttersprache von 44 Prozent der Einwohner. Daneben gibt es eine kleinere Zahl von Sprechern des Telugu (6 Prozent).

## Wirtschaft
Ambur ist eine der wichtigsten Leder produzierenden und verarbeitenden Städte Indiens.

## Sehenswürdigkeiten

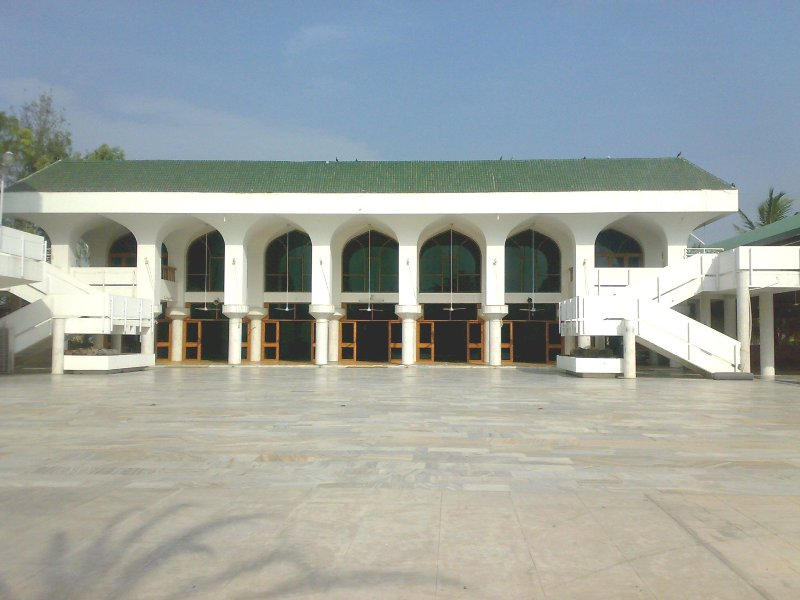
Freitagsmoschee (Jama Masjid)

Die relativ junge und dynamische Stadt verfügt über keine historisch oder kulturell bedeutsame Sehenswürdigkeiten. Die Freitagsmoschee ist ein äußerlich schmuckloser, aber durchaus eleganter Bau des ausgehenden 20. Jahrhunderts mit Frauenemporen.

## Söhne und Töchter der Stadt
- Kaavya Arivumani (* 1994), Schauspielerin